# Thomas Flammer
Thomas Flammer (* 1975 in Salzgitter-Bad) ist ein deutscher römisch-katholischer Theologe.

## Leben
Er studierte von 1994 bis 2000 katholische Theologie in Münster. Von 1995 bis 1996 und von 1997 bis 1998 war er studentische Hilfskraft des Seminars für Mittlere und Neuere Kirchengeschichte (Arnold Angenendt), Katholisch-Theologische Fakultät, WWU Münster. Seit 1997 ist er Mitglied der katholischen Studentenverbindung KDStV Winfridia (Breslau) Münster im CV. Von 1998 bis 1999 war er Mitarbeiter am Sonderforschungsbereich 0231 Träger, Felder, Formen pragmatischer Schriftlichkeit im Mittelalter (Arnold Angenendt/Hubertus Lutterbach) WWU Münster als studentische Hilfskraft. 2000 war er Mitarbeiter am Projekt Geschichte des Bistums Münster (Hubertus Lutterbach). Angestellt als kirchlicher Mitarbeiter beim Bistum Münster. Von 2000 bis 2004 war er wissenschaftlicher Mitarbeiter am Seminar für Mittlere und Neuere Kirchengeschichte (Hubert Wolf), Katholisch-Theologische Fakultät der Westfälischen Wilhelms-Universität Münster. Von 2004 bis März 2019 war er wissenschaftlicher Leiter des Instituts für die Geschichte des Bistums Münster. Forschungsstelle am Seminar für Mittlere und Neuere Kirchengeschichte, Katholisch-Theologische Fakultät der Westfälischen Wilhelms-Universität Münster. Seit 2005 ist er Lehrbeauftragter für Kirchengeschichte am Fachbereich 02: Geistes- und Kulturwissenschaften (Universität Kassel). Seit Promotion 2007 zum Dr. theol. ist er Geschäftsführer des Instituts für religiöse Volkskunde. 2016 wurde er zum Honorarprofessor am Fachbereich für Geistes- und Kulturwissenschaften in Kassel ernannt. Seit dem 1. April 2019 leitet er die Abteilung für Kunst und Kultur im Bistum Münster und wurde am 1. November 2020 zum Diözesankonservator des Bistums Münster ernannt.
Nach seiner erfolgreichen Ausbildung zum Notfallseelsorger, ist er in der Feuerwehr Nottuln als solcher tätig und wurde 2015 zum Fachberater Seelsorge ernannt.

## Werke (Auswahl)
- mit Hubertus Lutterbach (Hrsg.): Peter Browe: Die Eucharistie im Mittelalter. Liturgiehistorische Forschungen in kulturwissenschaftlicher Absicht (= Vergessene Theologen. Band 1). Lit, Münster/Hamburg/London 2003, ISBN 3-8258-6233-X.
- mit Daniel Meyer (Hrsg.): Arnold Angenendt: Liturgie im Mittelalter. Ausgewählte Aufsätze zum 70. Geburtstag (= Ästhetik – Theologie – Liturgik. Band 35). Lit, Münster 2004, ISBN 3-8258-7505-9.
- mit Hubert Wolf (Hrsg.): Münster im Krieg. Bombenbilder 1943–1945 von Heinrich Börsting. Agenda-Verlag, Münster 2005, ISBN 3-89688-254-6.
- mit Hubert Wolf und Barbara Schüler (Hrsg.): Clemens August von Galen. Ein Kirchenfürst im Nationalsozialismus. Wissenschaftliche Buchgesellschaft, Darmstadt 2007, ISBN 3-534-19905-7.
- Heinrich Maria Janssen (= Glaubenszeugen in Kevelaer. Band 5). Butzon & Bercker, Kevelaer 2008, ISBN 978-3-7666-0987-8.
- Nationalsozialismus und katholische Kirche im Freistaat Braunschweig 1931–1945 (= Veröffentlichungen der Kommission für Zeitgeschichte. Reihe B. Forschungen. Band 124). Schöningh, Paderborn/München/Wien/Zürich 2006, ISBN 3-506-77686-X (zugleich Dissertation, Münster 2007).
- mit Werner Freitag und Alwin Hanschmidt (Hrsg.): Franz von Fürstenberg (1729–1810). Aufklärer und Reformer im Fürstbistum Münster. Beiträge der Tagung am 16. und 17. September 2010 in Münster (= Veröffentlichungen der Historischen Kommission für Westfalen. Neue Folge. Band 3) (= Westfalen in der Vormoderne. Studien zur Mittelalterlichen und frühneuzeitlichen Landesgeschichte. Band 11). Aschendorff, Münster 2012, ISBN 978-3-402-15051-1.
- mit Hans-Jürgen Karp (Hrsg.): Maximilian Kaller – Bischof der wandernden Kirche. Flucht und Vertreibung – Integration – Brückenbau (= Zeitschrift für die Geschichte und Altertumskunde Ermlands. Beiheft 20). Aschendorff, Münster 2012, ISBN 978-3-402-15711-4.
- mit Jürgen Schmitter (Hrsg.): Beiträge zur Kirchengeschichte des Scopingaus. Eine Vortragsreihe (2009–2014) des Regionalgeschichtlichen Arbeitskreises Kulturraum Scopingau und des Instituts für die Geschichte des Bistums Münster am Seminar für Mittlere und Neuere Kirchengeschichte der Katholisch-Theologischen Fakultät der Westfälischen Wilhelms-Universität Münster in Zusammenarbeit mit LEADER, Lokale Arbeitsgruppe Steinfurter Land e.V. (= Junges Forum Geschichte. Band 8). Dialogverlag, Münster 2014, ISBN 978-3-941462-97-7.

## Schriften
- Thomas Flammer schrieb einige Artikel für das Biographisch-Bibliographische Kirchenlexikon (BBKL).